# Blood & Honour (album)
Blood & Honour är det brittiska vit maktbandet Skrewdrivers tredje studioalbum, släppt 1985 på den tyska labeln Rock-O-Rama Records.
Alla låtar är skrivna av Ian Stuart Donaldson. En version av albumet som släpptes senare hade två bonuslåtar 'Streetfight' och 'Friday night'. Streetfight är en ny version av en äldre låt från 1977 med ändrad text och musik och båda låtar kommer från samlingsalbumet No Surrender! Vol. 2.

## Låtlista
Här är en lista av alla låtar plus två bonuslåtar som var med på den senare versionen av albumet, alla namn med översättningar till svenska
1. Blood & Honour (Blod & Ära)
2. Mr. Nine to Five (Herr Nio till Fem)
3. Don't be too late (Var inte för sen)
4. When the storm breaks (När stormen bryter)
5. Prisoner of peace (Fånge av fred)
6. Poland (Polen)
7. Tomorrow is always too late (Imorgon är alltid för sent)
8. The way it's gotta be (Det är så det måste bli)
9. The jewel in the sea (Juvelen i havet)
10. One fine day (En fin dag)
11. Searching (Söker)
12. Needle man (Nål man)
13. Open up your eyes (Öppna dina ögon)
14. I know what I want (Jag vet vad jag vill)
15. Streetfight (Gatustrid)
16. Friday night (Fredag kväll)

## Medverkande
- Ian Stuart - sång
- Adam Douglas - gitarr
- Paul Swain - gitarr
- Mark Sutherland - trummor
- Steve A. - bas